# 대한민국 형법 제324조
대한민국 형법 제324조는 강요죄에 대한 형법각칙의 조문이다.

## 조문
제324조(강요) ①폭행 또는 협박으로 사람의 권리행사를 방해하거나 의무없는 일을 하게 한 자는 5년 이하의 징역 또는 3천만원 이하의 벌금에 처한다.  <개정 1995. 12. 29., 2016. 1. 6.>
② 단체 또는 다중의 위력을 보이거나 위험한 물건을 휴대하여 제1항의 죄를 범한 자는 10년 이하의 징역 또는 5천만원 이하의 벌금에 처한다.  <신설 2016. 1. 6.>

## 사례
- 피고인 丁은 자기사건의 증인 A를 저항 할 수 없는 협박으로 강요하여 자신에게 유리하게 위증하게 한 경우 강요죄의 직접정범이 성립한다[1].

## 판례

### 폭행의 의미
- 강요죄의 폭행은 사람에 대한 직접적인 유형력의 행사뿐만 아니라 간접적인 유형력의 행사도 포함하며, 반드시 사람의 신체에 대한 것에 한정되지 않는다. 사람에 대한 간접적인 유형력의 행사를 강요죄의 폭행으로 평가하기 위해서는 피고인이 유형력을 행사한 의도와 방법, 피고인의 행위와 피해자의 근접성, 유형력이 행사된 객체와 피해자의 관계 등을 종합적으로 고려해야 한다.[2]

### 협박의 의미
- 강요죄의 협박은 객관적으로 사람의 의사결정의 자유를 제한하거나 의사실행의 자유를 방해할 정도로 겁을 먹게 할 만한 해악을 고지하는 것을 말한다[3]

### 협박에 의한 권리행사방해죄
- 피고인이 아무런 권한도 없이 피해자를 협박하여 피해자로 하여금 법률상 의무 없는 자인서를 작성하게 한 행위는 협박에 의한 권리행사방해죄를 구성한다[4]
- 피해자의 해외도피를 방지하기 위하여 피해자를 협박하고 동인 소유의 여권을 교부하게 하여 피해자가 그의 여권을 강제회수 당하였다면 피해자가 해외여행을 할 권리는 사실상 침해되었다고 볼 것이므로 권리행사방해죄의 기수로 보아야 한다[5]

## 같이 보기
- 강요죄